# قائمة وزارات تونس

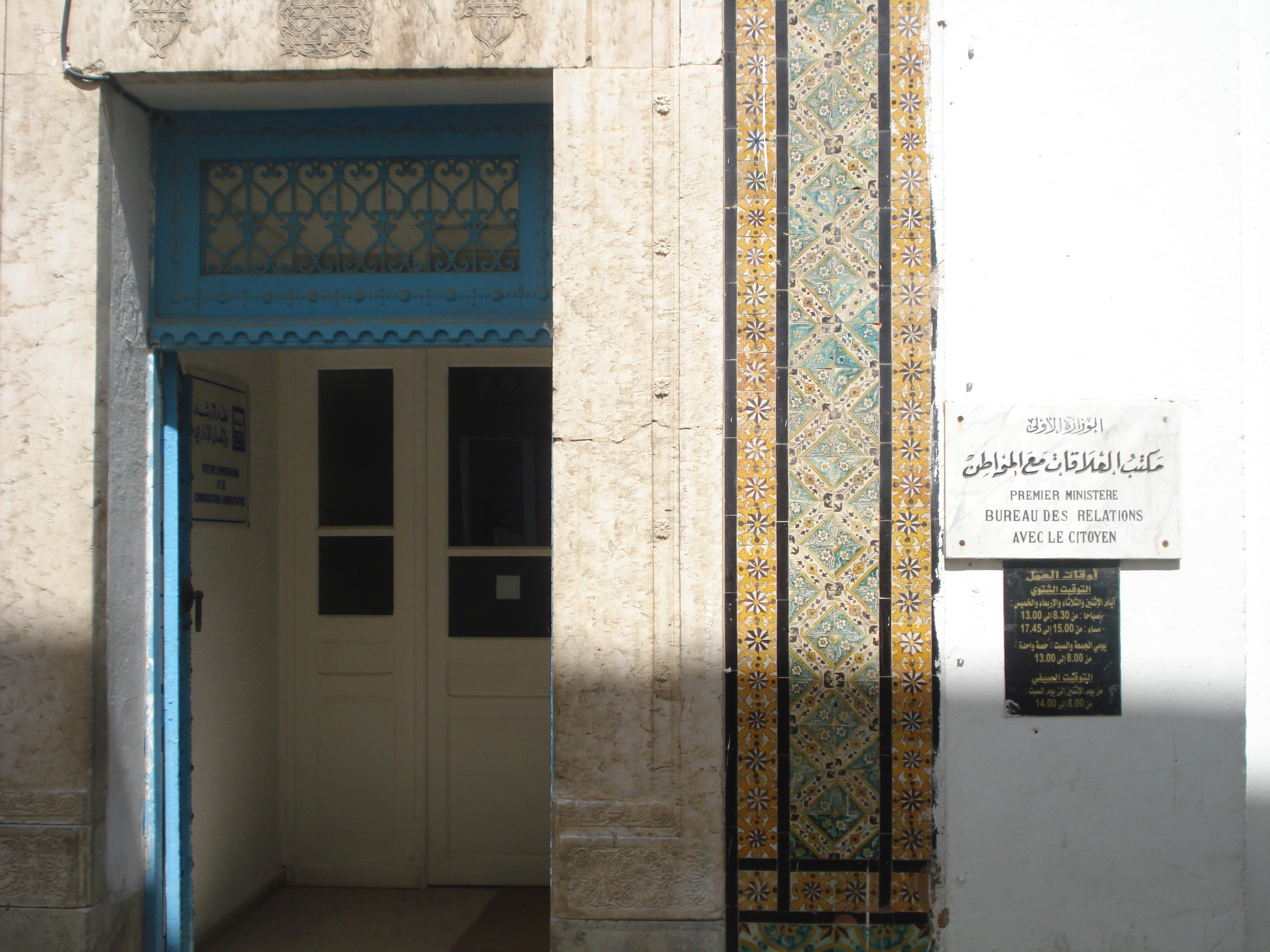
مكتب العلاقات مع المواطن بالوزارة الأولى

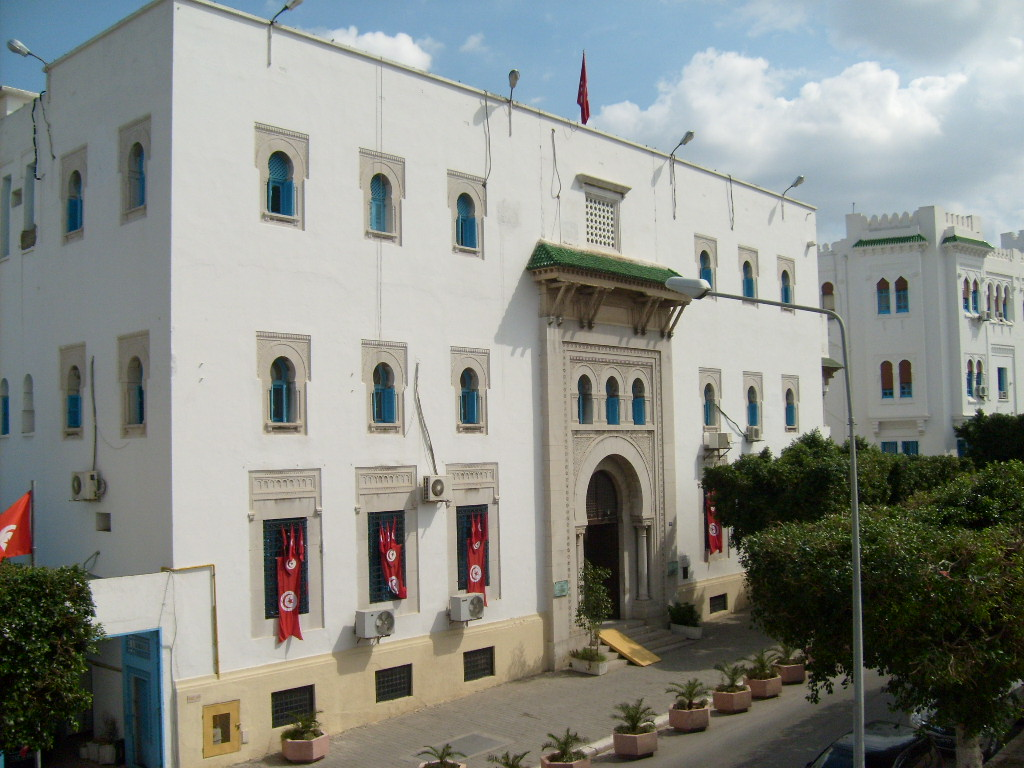
مبنى وزارة الشؤون الدينية

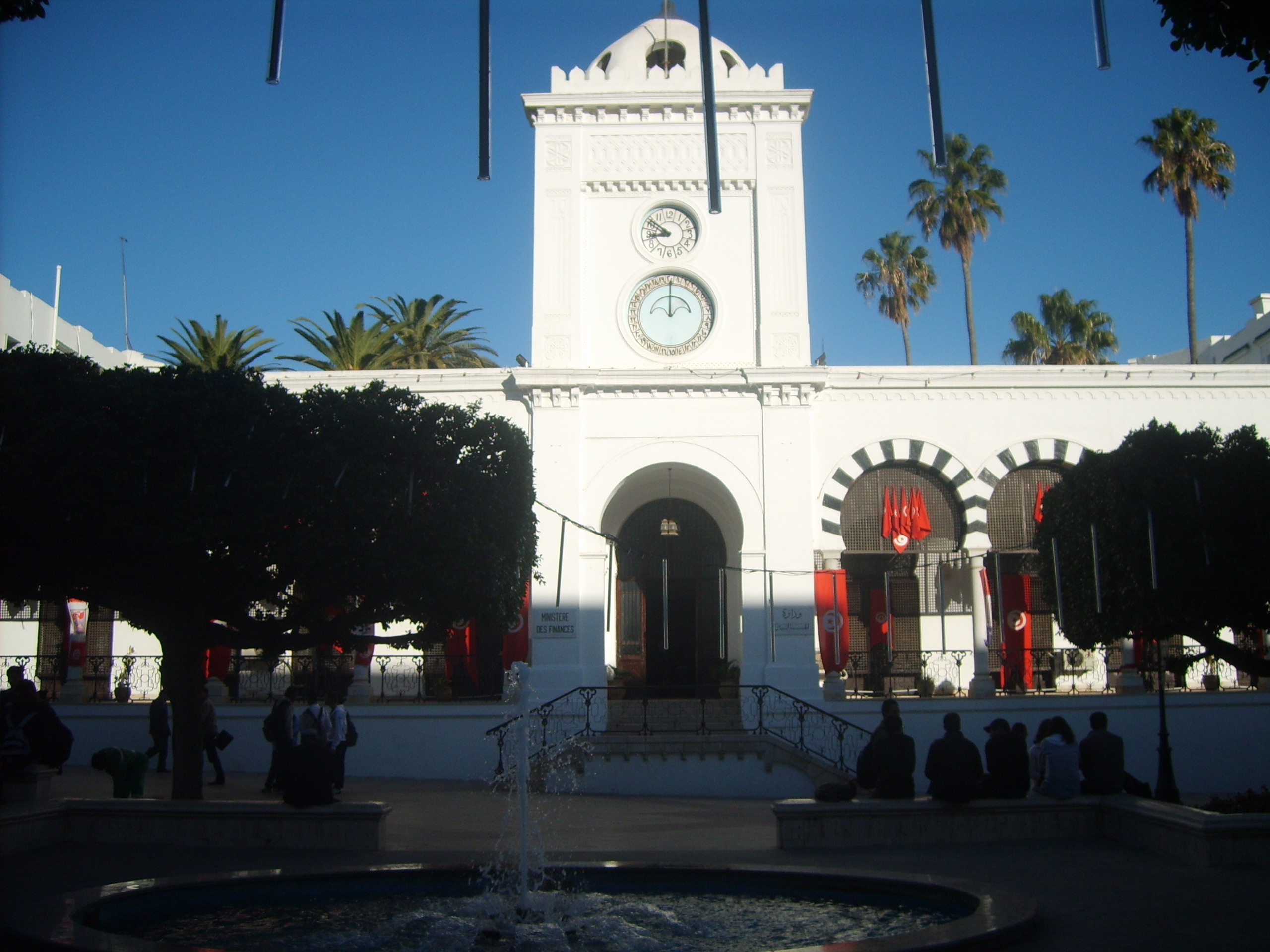
مدخل وزارة المالية

هذه قائمة وزارات تونس في حكومة الحبيب الصيد الحالية.

## وزارات حالية
| الوزارة                                        |
| رئاسة الحكومة                                  |
| ---------------------------------------------- |
| الوزارة الأولى                                 |
| الوزارات السيادية                              |
| وزارة الداخلية                                 |
| وزارة العدل                                    |
| وزارة الشؤون الخارجية                          |
| وزارة الدفاع الوطني                            |
| بقية الوزارات                                  |
| وزارة الشؤون الدينية                           |
| وزارة الشؤون المحلية                           |
| وزارة المالية                                  |
| وزارة التنمية والاستثمار والتعاون الدولي       |
| وزارة أملاك الدولة والشؤون العقارية            |
| وزارة التربية                                  |
| وزارة التعليم العالي والبحث العلمي             |
| وزارة التشغيل والتكوين المهني                  |
| وزارة الشؤون الإجتماعية                        |
| وزارة الصحة                                    |
| وزارة الثقافة والمحافظة على التراث             |
| وزارة المرأة والأسرة والطفولة                  |
| وزارة الشباب والرياضة                          |
| وزارة الفلاحة والموارد المائية والصيد البحري   |
| وزارة البيئة والتنمية المستديمة                |
| وزارة الصناعة                                  |
| وزارة الطاقة والمناجم                          |
| وزارة التجارة                                  |
| وزارة التجهيز والإسكان والتهيئة الترابية       |
| وزارة النقل                                    |
| وزارة السياحة والصناعات التقليدية              |
| وزارة تكنولوجيات الاتصال والاقتصاد الرقمي      |
| وزارة الوظيفة العمومية والحوكمة ومكافحة الفساد |

## وزارات سابقة
| الوزارة                                        | التأسيس | الانتهاء |
| ---------------------------------------------- | ------- | -------- |
| وزارة الوظيفة العمومية والحوكمة ومكافحة الفساد | 1980    | 2017     |
| وزارة حقوق الإنسان والعدالة الانتقالية         | 2011    | 2015     |
| وزارة التنمية الجهوية والتخطيط                 | 2011    | 2013     |
| وزارة الاستثمار والتعاون الدولي                | 2011    | 2013     |
| وزارة التخطيط والتعاون الدولي                  | 1999    | 2011     |
| وزارة القلم                                    | 1860    | 1957     |
| وزارة الحرب                                    | 1816    | 1881     |
| وزارة البحرية                                  | ??18    | 1881     |

## مقالات ذات صلة
- الوزارة الأولى (تونس).
- قائمة الوزراء الأولين (تونس).

## روابط خارجية
- بوابة الحكومة التونسية.